# Yamaha XVS 1100 DragStar
Yamaha XVS 1100 DragStar je motocykl kategorie cruiser, vyvinutý firmou Yamaha, vyráběný od roku 1998. Předchůdcem byl je model Yamaha XV 1100 Virago, se kterým má stejný motor. Menším modelem je XVS 650 DragStar.
Proti Viragu je nižší a delší, má vpředu pneumatiku 18 palců a zadní kotoučovou brzdu.

## Technické parametry
- Rám: dvojitý ocelový
- Suchá hmotnost:
- Pohotovostní hmotnost: 277 kg
- Maximální rychlost: 165 km/hod
- Spotřeba paliva: 5,6 l/100 km